# Тератокліт Плавильщикова
Тератокліт Плавильщикова (Teratoclytus plavilstshikovi}} Zajciw, 1937 = Epiclytus hasegawai (Ohbayashi), 1941 — вид жуків з родини вусачів. Розповсюджений від Захіного Сибіру до Далекого Сходу.